# Kasper Bøgelund
Kasper Bøgelund Nielsen (Odense, Dinamarca, 8 de octubre de 1980) es un exfutbolista internacional danés. Participó en el Mundial de 2002 y en la Eurocopa 2004.

## Biografía
Kasper Bøgelund, que jugaba como defensa por la banda derecha, empezó su carrera futbolística en las categorías inferiores de un equipo de su ciudad natal, el Odense BK. 
El PSV Eindhoven neerlandés se fijó en él y lo fichó para la cantera. En marzo de 2000 el entrenador Eric Gerets le hizo debutar con el primer equipo. A partir de entonces poco a poco se fue ganando un puesto en el equipo titular y jugó con regularidad hasta que en el verano de 2004 sufrió una lesión que le mantuvo apartado de los terrenos de juego unos meses. Después de su recuperación se reincorporó al trabajo, pero como suplente, ya que la titularidad se la había arrebatado su compañero André Ooijer. Con este club conquistó tres Ligas y una Copa de los Países Bajos. 
En 2005 ficha por el Borussia Mönchengladbach alemán, equipo que tuvo que realizar un desembolso económico de 1 millón de euros para poder hacerse con sus servicios. El 27 de agosto de 2005 marcó un gran gol al Schalke 04; ese gol fue considerado como el mejor gol del año en Alemania (premio que otorga la cadena de televisión ARD). En la temporada 2006-07 el equipo realizó una mala campaña y acabó descendiendo de categoría, pero al año siguiente, en el que Kasper Bøgelund solo disputa 7 encuentros, el club consigue el ascenso y regresa de nuevo a la 1. Bundesliga.
Después del ascenso decide regresar a su país, donde se une al Aalborg BK.

## Selección nacional
Fue internacional con la Selección de fútbol de Dinamarca en 17 ocasiones. Su debut con la camiseta nacional se produjo el 13 de febrero de 2002 en el partido amistoso Arabia Saudita 0-1 Dinamarca.
En 1996 la Unión Danesa de Fútbol le nombró Mejor jugador de la Selección danesa sub-17.
Participó en la Copa Mundial de Fútbol de 2002 celebrada en Japón y Corea del Sur. Jugó un partido en la fase de grupos contra Francia (victoria por 2-0), cuando saltó al campo en el minuto 76 para sustituir a su compañero Christian Poulsen. Luego el entrenador le dio otra oportunidad en octavos de final, cuando sustituyó a Thomas Helveg en el minuto 7 del partido Dinamarca 0-3 Inglaterra.
Disputó también la Eurocopa de Portugal de 2004, torneo en el que Dinamarca consiguió llegar a cuartos de final. Kasper Bøgelund jugó dos partidos: contra Suecia (salió en la segunda mitad) y contra la República Checa (como titular).

## Clubes
| Club                     | País         | Año       |
| ------------------------ | ------------ | --------- |
| PSV Eindhoven            | Países Bajos | 2000-2005 |
| Borussia Mönchengladbach | Alemania     | 2005-2008 |
| Aalborg Boldspilklub     | Dinamarca    | 2008-2013 |

## Títulos
- 3 Ligas de los Países Bajos (PSV Eindhoven; 2001, 2003 y 2005)
- 1 Copa de los Países Bajos (PSV Eindhoven, 2005)
- 3 Supercopas de los Países Bajos (PSV Eindhoven; 2001, 2003 y 2005)
- Mejor jugador de la Selección danesa sub-17 (1996)